# 百丈懐海
百丈懐海（ひゃくじょう えかい）は、中国の唐代の禅僧。諡は大智禅師。福州長楽県の出身。俗姓は王であり、名族である太原王氏の末裔であり、永嘉の乱の混乱を避けて、遠祖が福建に移り住んだものという。南宗禅中の洪州宗の祖馬祖道一の法を継ぐ。

## 生涯
西山慧照の会下で出家し、衡山の法朝律師の許で具足戒を受けた。その後、馬祖より嗣法し、師の没後に、洪州百丈山（江西省宜春市奉新県）に住し、はじめて、律院から独立した禅院を設立する。禅門の規範（清規）『百丈清規（ひゃくじょうしんぎ）』（大正新脩大蔵経48巻所収）を定め、自給自足の体制を確立した。
元和9年（814年）正月17日に寂し、長慶元年（821年）に大智禅師と諡された。
生年について一説は、『高僧伝』によると、百丈は開元8年（720年）に生まれ、元和9年（814年）に寂した時、数え95歳だったという。

## 百丈野鴨子
『碧巌録』第53則として採録されている公案であり、禅画の画題ともなっている。
馬祖道一が百丈を供にして田圃道を歩いているときに、行く手を一群の野鴨が飛び過ぎた。
馬祖「あれはなんだ？」
百丈「野鴨子です」
馬祖「何処へ行った？」
百丈「向こうに飛んで行ってしまいました」
平凡な答えを返す百丈に、馬祖は百丈の鼻を掴み力いっぱいねじりあげた。百丈は忍痛の声を上げたが
馬祖「飛んで行ったというが、野鴨はここにいるではないか」
と迫った。百丈はこの一言で悟りが開けた。

## 一日不作、一日不食
百丈による教え。「一日作さざれば一日食らわず」、出家者にとって労働は一番重要な修行とし、労働しないなら食べることは出来ない、同時に労働することを通して豊かな人間性も育まれていく、という自らを律した自発的な言葉。
「一日不作」の「作」は、作務すなわち労働のこと。百丈が高齢の時も、毎日の食物は自ら生産し、日々の耕作労働を率先していた。弟子たちが、見かねて農具を隠して休息を願った。百丈は農具を探したが見つからず、その日の食事をとらなかった。弟子たちは師匠に、「なぜ食事を召し上がっていただけないのですか？」と尋ねた。百丈が「一日作さざれば一日食らわず」と答えた。以後、弟子たちは師匠の労働を止めることがなかったという。
インドの大乗仏教と小乗仏教では、出家者が自らの労働を戒律で堅く禁じられていた。そのため出家者は托鉢乞食（こつじき）や信者からの布施だけに頼っていた。仏教が中国に伝播してきた頃はその戒律が守られていたが、出家者が急増し管理不達のため社会秩序への悪影響が深刻となり、さらに唐代中期以後、朝廷による僧侶淘汰命令が発され、貴族からの布施が途絶え寺院経営が成り立たなくなっていた。出家者たちは、やむを得ず生活の手段として耕作労働をするようになり、思想面の混乱が続いた。その時に、百丈は革命的にそれまでのインド仏教の戒律と、当時中国の環境および習俗などを折衷し改革を行った。労働こそは"仏のはからい″であり"仏のすがた″であり、労働は一番重要な修行であることとして解釈を改め、中国特色の戒律改革を唱えた。これにより百丈が中国の国情に根付いた仏教教団の集団規則（清規）を制定し、その新しい戒律集の集大成が『百丈清規』として、仏教の後世への発展に繋がったと言われる。禅宗で初めて清規を定めたのが百丈だと言われる。

## 百丈野狐
『無門関』第二則に「百丈野狐（ひゃくじょうやこ）」という公案がある。
百丈が説法していたとき、一人の老人が説法を聞いていた。
ある日老人は退かず一人残ります。百丈は不思議に思い、「一体、お前さんは誰か」と声をかけた。
老人は「私は人間ではありません。大昔この山この寺の住職として住んでいた。ある時、一人の修行者が私に質問をした。『修行に修行を重ね大悟徹底した人は因果律（いんがりつ）の制約を受けるでしょうか、受けないでしょうか？』。私は、即座に、『不落因果――因果の制約を受けない』と答えた。その答えの故にその途端、わたしは野狐の身に堕とされ五百生（五百回の生まれ変わり）して今日に至った。正しい見解をお示し助けて下さい」と懇願した。
そこで、この老人が百丈に同じ質問を問う。「禅の修行が良くできた人でも、因果の法則を免れることはできないのか？」。
百丈は即座に「不眛因果」（因果の法則をくらますことはできない）と答えた。
老人は百丈の言葉によって大悟し、礼拝して去った。その大悟にて野狐の身を脱することができたという。
この問答のあと、百丈は寺の裏山で死んだ狐を亡僧法に依って火葬した。
「不眛因果」の場合、『昧』と『眛』とがよく間違われるが、両方ともバイと音読するマイとも通読する、前者は仏教用語として三昧などに使われ専一・一心などの義であり・くらし・おろかなどの義もある。後者は目くらし、目あきらかならずの義であり、この場合は後者を用いるのが正しいと思われる。一方、どちらを使用してもよいという説もある。
後代、仏教禅宗では、真実禅の悟りに至らず、禅に似て非なる邪禅のことを「野狐禅（やこぜん）」と言うようになった。

## 弟子
- 黄檗希運
- 潙山霊祐
- 無言通

## 伝記資料
- 陳詡「唐洪州百丈山故懐海禅師塔銘」（『全唐文』巻446）